# Нагиев, Фуад Гумбат оглы
Нагиев, Фуад Гумбат оглы (азерб. Fuad Hümbət oğlu Nağıyev) — председатель Государственного агентства по туризму, кандидат юридических наук.

## Биография
Фуад Нагиев родился 22 июля 1975 года в Баку. Среднее образование получил в школе №23 в Баку. В 1992 - 1997 годах изучал юриспруденцию в Бакинском государственном университете. В 1997 - 2000 годах продолжил образование в аспирантуре Института философии и права Академии наук. В 1998 году учился в Бирмингемском университете Великобритании по программе Совета Европы по правам человека.

### Карьера
В 2004 - 2006 годах возглавлял одну из служб бизнес-авиации международного аэропорта Баку, в 2006 - 2009 годах - директор ООО «Paşa İnşaat», а в 2007 - 2009 годах - гендиректор АО «Bakı Dəmir-Beton-8».
В 2010 - 2014 годах работал старшим консультантом в юридическом управлении Министерства культуры и туризма. В 2014 - 2017 годах был помощником министра культуры и туризма.
С 6 февраля 2017 года возглавлял Национальное бюро по продвижению туризма.
21 апреля 2018 года Президент Азербайджана Ильхам Алиев подписал распоряжение о внесении дополнений в распоряжение "О новом составе Кабинета министров", согласно которому Фуад Гумбат оглу Нагиев был назначен председателем Государственного агентства по туризму.

### Личная жизнь
Владеет русским и английским языками. Женат, имеет троих детей.

## См.также
- Гараев, Абульфас Мурсал оглы